# Джангильдин, Алиби Тогжанович
Алиби Тогжанович Джангильдин он же Николай Степнов после крещения(каз. Әліби Тоғжанұлы Жангелдин; 1884 — 14 августа 1953) — казахский революционер и путешественник, участник гражданской войны.

## Биография

### Ранние годы
Родился в 1884 году в ауле Койдаул Тургайской области в семье бедняка-шаруа. Происходит из племени кыпшак. Когда Алиби было 10 лет, проезжавший мимо учитель, который был на тот момент преподавателем Тургайской ремесленной школы, заметил в мальчике способности к запоминанию и познанию и предложил ему приехать к нему в школу. Вскоре после этого Алиби убежал из дома и с попутным караваном приехал в Тургай. Он познакомился с учениками и преподавателями школы, среди которых был ссыльный учитель труда, с которым у него возникла дружба, гораздо большая чем между учеником и преподавателем. Именно здесь впервые он столкнулся с неизмеримой роскошью и беднотой, именно в Тургае произошла его первая встреча с Амангельды Имановым. Вскоре по наставлению богатых родственников отец забрал его из училища. Но в течение нескольких месяцев, проведённых дома, Алиби осознал всю несправедливость и обман царящую в степи. Он бежал из дома и отправился в Кустанай, где с лёгкостью, благодаря своей незаурядной памяти и знаниям полученным в Тургае, поступил в русско-казахскую школу. Но и здесь отец его нашёл и только по просьбе начальника училища, весьма уважаемого господина, согласился оставить его в школе. За год освоив весь материал и успешно сдав экзамены, Алиби Джангильдин по направлению школы уехал в Оренбург, где поступил в духовную консисторию. Здесь он встретился с влиятельными в степи земляками, но понимал, что их цели, может быть, и благородные, не могут видоизменить все давние обычаи и устои в степи. Освоив и сдав экзамены намного быстрей программы, благо что вся суть обучения заключалась в заучивании духовных цитат, он уехал в Казань.
В автобиографии от 7 января 1947 года он писал:
Родился в 1884 году в Кустанайской области, в местечке Кайдаул. Родители – казахские батраки из рода кыпчаков Средней орды. Ношу фамилию по деду, знаменитому казахскому батыру Танирбергену Джангильдину. С малолетства я стремился к учению, но не было средств, и до 10 лет я – в ауле. После бежал из родительского дома в город Тургай, где поступил в школу. Но отец разыскал меня и вернул с побоями домой. Всё-таки мысль об учёбе не оставляла меня, и через 2 года, 12-летним мальчиком, я вторично бежал в Кустанай и снова поступил во 2-ю русско-казахскую школу. Отец и тут отыскал меня и всячески старался вернуть домой, но инспектор с трудом уговорил его оставить меня учиться. В 1902 году меня направили в учительскую семинарию города Казани. В 1905 году я принимал участие в революционном движении студенчества. Администрация, желая «определить» меня на «правильный путь», перевела на исторический факультет московской академии. Со 2-го курса я был исключён из академии за революционную деятельность.
После отчисления из Московской духовной академии Джангильдин подрабатывал рекламным агентом — собирал объявления для газеты «Утро России» и распространял либретто кинотеатра «Континенталь» на Охотном Ряду (во времена немого кино зрителям выдавалась программка с кратким содержанием фильма).

### Кругосветное путешествие
В 1910 году Джангильдин решил уехать из Москвы. Он разместил в газете объявление о поиске спутников в пешее кругосветное путешествие. Отозвались трое: учитель естествознания из Самары Пламеневский, инженер-технолог из Санкт-Петербурга Полевой и преподаватель Московского коммерческого училища Погодин. В июле 1910 года они вчетвером отправились в путешествие, которое для Джангильдина продлится почти два с половиной года.
«На мне были крепкие спортивные башмаки, короткая куртка, войлочная кавказская шляпа, дорожная сумка за спиной, двадцать пять рублей денег в кармане и фотографический аппарат», — вспоминал впоследствии Джангильдин в книге «Мой путь».
Книжка путешественника вокруг света была выдана Джангильдину на имя Николая Степнова (революционный псевдоним Джангильдина). В день путешественники проходили по 40—50 км, в некоторых населенных пунктах останавливались на несколько дней. Чтобы заработать на еду, устраивали лекции, платные вечера. Джангильдин продавал фотокарточки со своим портретом и видами мест, в которых они уже побывали. Полноценного кругосветного путешествия не получилось. До Америки путешественники так и не добрались. Из Москвы дошли до Санкт-Петербурга, оттуда — в Красное Село, Лугу, затем в Псков. Вильна (современное название — Вильнюс), Варшава, Прага, Вена. В столице Австро-Венгерской империи пути их разошлись. Пламенецкий остался в Вене, Полевой и Погодин отправились в Швейцарию. Джангильдин пошёл своим путём.
В автобиографии от 7 января 1947 года он писал:
…я провёл в жизнь задуманное мною кругосветное путешествие, и пешком прошёл Польшу, Австро-Венгрию, Сербию, Болгарию, Турцию, Палестину, Африку, Египет, Абиссинию. На жизнь зарабатывал, делая фотоснимки проходимых мест и продавая их за хорошую цену. Обратно прошел через Аравийский полуостров, Месопотамию, Персию, Индию, остров Цейлон, Малайский Архипелаг, Индостан, Сиамское королевство, Анаму, южную часть Китая, остров Формоз, в 1912 году прибыл в Японию. Таким образом, за пять лет я прошёл 12 тысяч вёрст.
В 1912 году Джангильдин вернулся через Сибирь в Москву, где губернатор Владимир Джунковский поставил ему последнюю отметку в книжке путешественника.
В Швейцарии Джангильдин познакомился с русскими политическими эмигрантами и впервые встретился с Лениным.
В путешествии он написал «Книгу путешественника вокруг света Н. Степнова, он же Али-Бей Джангильдин. Из Москвы 1910 года мая месяца».

### Революционная деятельность
Вскоре после возвращения из путешествия Джангильдин поехал в родную Тургайскую область, но пробыл там всего неделю, так как по приказу местного губернатора вынужден был покинуть родину. В 1913 году он работал в Крыму метеорологом и вёл революционную работу среди местных татар.
В 1915 году, в разгар Первой мировой войны, Алиби Джангильдин в Петрограде вступил в ряды РСДРП(б).
Коммунистической партии (б) официально состою с 1915 года. Партийный билет получил из рук Ленина за его же подписью.
В 1916 году по заданию партии Джангильдин инкогнито пробрался из Крыма в казахские степи и во время мобилизации казахов на тыловые работы вместе с Амангельды Имановым поднял вооружённое восстание против царского правительства, которое продолжалось вплоть до Февральской революции.
О моем появлении, — писал он, — было донесено тургайскому губернатору, и последний издал приказ — поймать меня живым или мёртвым и доставить в Оренбург. Поэтому в начале 1917 года я был делегирован повстанцами против царизма в Бухару и пробыл там до Февральской революции.
После свержения царизма Алиби Джангильдин выехал в Петроград, где установил связи с большевиками. От только что сформировавшегося Совета рабочих и солдатских депутатов он получил удостоверение для ведения агитации и пропаганды среди казахов. Но, прибыв в Тургай, он был арестован по приказанию областного комиссара временного правительства Алихана Букейханова. Только через два месяца его освободили, и он немедля уехал в Петроград.
Летом 1917 года он вернулся в родные края в качестве инструктора Петроградского Совета. Джангильдин выступал на митингах и собраниях, агитируя против Временного правительства, проводил работу по агитации в пользу большевистской партии.

### Послереволюционные годы
Известие о Октябрьском революции и захвате власти большевиками побудили его ехать в Москву, куда уже переместилась столица. Он встретился с Лениным, и оказалось, что эта встреча не первая. В Европе Ленин был на встрече с путешественником и хорошо её запомнил, чего Джангильдин не мог сказать в свою очередь. В декабре 1917 года Алиби Джангильдин был назначен временным комиссаром Тургайской области.
В январе 1918 года Алиби Джангильдин пообещал Сталину создать пробольшевистские силы в Тургайской области, чтобы подорвать усилия партии «Алаш» (казахская политическая партия интеллигенции, служащих и мелких собственников, близкая к кадетам; ликвидирована большевиками в 1920 г., многие её видные члены были репрессированы) по созданию автономии.
4 апреля 1918 года Джангильдин был арестован частями атамана Дутова во время налета на Оренбург, но благодаря счастливой случайности смог бежать.
С 16 апреля по 3 июля 1918 года по инициативе Джангильдина в Оренбурге выходила казахскоязычная газета «Казах муны» (каз. Қазақ мұңы) — орган Тургайского областного Совета рабочих и крестьянских киргизских депутатов. Её редактором был Назир Тюрякулов. Помимо публикаций декретов советской власти, газета вела пропагандистскую борьбу с алаш-ординцами и белогвардейцами. Издание прекратилось после взятия Оренбурга белыми казаками под командованием атамана Дутова.
В апреле 1918 года Тургайский облисполкомом направил в Москву делегацию во главе с Джангильдиным для получения вооружения, боеприпасов и денежных средств. 14 мая 1918 года Джангильдин был назначен Чрезвычайным военным комиссаром Степного края. В июне он вновь приезжает в Москву. В его распоряжение было выделено 68 миллионов рублей для Туркестана и Тургайской области, а также оружие, боеприпасы, медикаменты. Для доставки этого важнейшего груза был создан Интернациональный отряд, прибывший в начале августа 1918 года в Астрахань, чтобы отсюда начать поход через безводные степи на помощь инсургентам Степи.
Отряды Джангильдина подавили контрреволюционное восстание в Астрахани и в форте Александровск на Каспийском море. Дальше они отправились в адаевские края с запасами патронов и снарядов, высадились на полуострове Бузачи. Сформировали здесь экспедицию, имея 300 верблюдов и 600 лошадей. Пройдя около 3000 вёрст за два месяца, доставили патроны и снаряды на Актюбинско-Туркестанский фронт.
Около 2 300 километров прошли по пустыне красные конники отряда Джангильдина. 11 ноября 1918 года они прибыли на станцию Челкар и передали вооружение и боеприпасы командованию Оренбургского фронта. Поход продолжался 71 сутки. Груз каравана составлял около 2000 винтовок, 1 500 000 патронов, 24 пулемёта, военное снаряжение и медикаменты.
В 1920 году военные операции против контрреволюционеров в республике были завершены.
Алиби Джангильдин принял самое деятельное участие в подготовке и работе 1-го учредительного съезда Советов Казахстана, провозгласившего, в соответствии с ленинским декретом от 26 августа 1920 года, создание Киргизской Автономной Советской Социалистической Республики (казахская национальная автономия в составе РСФСР). Съезд избрал его членом Президиума первого состава и заместителем председателя Центрального Исполнительного Комитета Республики, наркомом социального обеспечения. Алиби Джангильдин представлял партийную организацию Казахстана на 1-м Всероссийском совещании коммунистических организаций народов Востока в январе 1921 года. Также состоял председателем Союза «Кошчи».
18 февраля 1922 года на совещании партийных и государственных органов Киргизской АССР для распространения коммунистических идей среди местного населения принято решение о подготовке «Красного каравана». Политическим комиссаром и руководителем каравана назначен Алиби Джангильдин. Для каравана подобрали библиотеку политической и сельскохозяйственной литературы на казахском языке, плакаты, диапозитивы. В состав каравана вошли: агроповозка-выставка, передвижная амбулатория и ветпункт. С 20 мая по 26 августа 1922 года «Красный караван» прошёл более 3 тыс. км, пересёк с запада на восток почти всю республику. Караван шёл по территории, хуже всего обеспеченной средствами сообщения и связи со столицей республики, останавливался в 37 аулах 26 волостей. Джангильдин лично провел 25 митингов и 115 бесед с трудящимися. По его распоряжению из фонда каравана оказывалась продовольственная и денежная помощь пострадавшим от голода и джута (массового падежа скота) 1921 года.
Джангильдин на протяжении полутора десятилетий занимал высокие посты в партийных и государственных органах Казакской АССР (так с 1925 г. называлась Киргизская АССР, в феврале 1936 г. была переименована в Казахскую АССР, а в декабре 1936 г. получила статус союзной республики, став Казахской ССР). В 1928 г. Джангильдин ещё раз в качестве политкомиссара провёл «Красный караван» из Оренбурга в степи Мангышлака. С июля по октябрь 1937 г. исполнял обязанности председателя ЦИК Казахской ССР.
В 1937 г. Джангильдин был снят со всех партийных должностей и назначен начальником управления заповедниками и охраны памятников старины при Совете народных комиссаров Казахской ССР.

### Годы Великой Отечественной войны
14 июля 1941 г. Алиби Джангильдин написал письмо Сталину с просьбой направить его на фронт. Но ему было отказано, так как в тылу он принесёт больше пользы. В годы войны Джангильдин занимался формированием воинских частей и соединений на территории Казахстана, размещением людей и оборудования, эвакуированных в Казахстан из оккупированных западных районов страны, вёл политическую и пропагандистскую работу среди отправлявшихся на фронт.
Умер Алиби Джангильдин в 1953 году. Похоронен на Центральном кладбище Алма-Аты.

## Награды
- Награждён орденом Ленина.
- Орденом Красного Знамени.

и медалями разного достоинства.

## Память
Именем Джангильдина также названы улицы в Алма-Ате, Шымкенте, Астане, Оренбурге и в других городах.
В честь Джангильдина также назван населённый пункт — совхоз Боровского района Костанайской области, ныне село Джангильдина Мендыкаринского района Костанайской области.
Тургайский район Костанайской области в 1957 году был переименован в Джангельдинский район — райцентр село Тургай.
В честь Джангильдина названы:
- средняя общеобразовательная школа № 122 г. Алма-Аты;
- школа № 7 в Аркалыке;
- школа в Атырау;
- школа в пос. Жетыбай Каракиянского района Мангистауской области.

Памятник Джангильдину установлен на привокзальной площади железнодорожной станции Алматы-1.
В Алма-Ате (Казахстан) в сквере ниже КБТУ на Аллее выдающихся деятелей установлен бюст Джангильдина.
Портрет Алиби Джангильдина в позолоченном багете занимает одно из самых почётных мест в Доме правительства Китайской Народной Республики.
В 1968 году снят биографический художественный фильм «Дорога в тысячу вёрст» (реж. Александр Карпов).

## Семья и потомки
- Дед — Танирберген Джангильдин.
- Отец — Тогжан Танирбергенович Джангильдин.
- Супруга по первому браку (1915) — крымчанка из Симферополя караимского происхождения Раиль Вениаминовна Туршу (1870—1921), выпускница  Бестужевских курсов. Умерла в 1921 году[13].
- Супруга по второму браку — Елена Афанасьевна Джангильдина[14].
  - Старший сын от второго брака — Темирлан Алибиевич Джангильдин[14].
  - Сын от второго брака — Танирберген (Тангир) Алибиевич Джангильдин.[14][15]
    - Внук — Джангильдин Юрий Тангирович, Врач-психиатр, психотерапевт, доктор медицинских наук, профессор кафедры психиатрии, психотерапии и наркологии ГОУ ВПО «Московский государственный медико-стоматологический университет Росздрава», врач высшей категории. Руководитель курса по подготовке и усовершенствованию психиатров, психотерапевтов и наркологов[16].
- Супруга по третьму браку — Гульбаршин Садвакасова[14].
- Шурин от третьего брака — Жанайдар Садвакасов, член Совнаркома[14].
  - Дочь от третьего брака — Куралай Алибиевна Натуллаева (Сабирова)[14], жена Героя Советского Союза Сабира Рахимова.
- Четвёртая супруга — Кенжина была моложе его на 30 лет.
- Тесть от четвёртого брака — Асфендияр Кенжин (1887—1938), нарком просвещения (1921—1922), член ЦИК Казахстана, нарком торговли Казахстана, председатель Совнархоза Казахстана (1929)[15],[17]
- Тёща от четвёртого брака — Кенжина Жаннета Рамазановна[15].
- Свояченица от четвёртого брака — Кенжина Юлия Асфендияровна (1933)[15].
  - Сын от четвёртого брака — Чингиз Алибиевич Джангильдин (1940—2023)[18], гидробиолог, научный сотрудник лаборатории Тихоокеанского Института рыбного хозяйства и океанографии.[15]
    - Внук — Алиби Чингизович Джангильдин, историк, магистр науки, работает в Казахстанско-Британском техническом университете, окончил истфак КазГУ им. аль-Фараби и магистратуру Бирмингемского университета в Великобритании[15].
    - Внук — Асет Чингизович Джангильдин, юрист по образованию, увлекается журналистикой, пишет статьи[15].
    - Внучка — Алтынай Чингизовна Джангильдина, экономист, работает главным бухгалтером[15].